# Myndy Crist
Myndy Crist (Detroit, 5 febbraio 1971) è un'attrice statunitense.

## Filmografia parziale

### Cinema
- Gun Shy - Un revolver in analisi (Gun Shy), regia di Eric Blakeney (2000)
- Avviso di chiamata (Hanging Up), regia di Diane Keaton (2000)
- Chain of Fools, regia di Pontus Löwenhielm e Patrick von Krusenstjerna (2000)
- The Time Machine, regia di Simon Wells (2002)
- Il club di Jane Austen (The Jane Austen Book Club), regia di Robin Swicord (2007)
- Dark Skies - Oscure presenze (Dark Skies), regia di Scott Stewart (2013)
- Day Out of Days, regia di Zoe R. Cassavetes (2015)
- Wake., regia di Cyrus Mirakhor (2018)

### Televisione
- Living Single - un episodio (1995)
- Too Something - un episodio (1995)
- The King of Queens - un episodio (1999)
- E.R. - Medici in prima linea (ER) - 2 episodi (1999-2000)
- Breaking News - 13 episodi (2002)
- Law & Order - Unità vittime speciali (Law & Order: Special Victims Unit) - un episodio (2003)
- Senza traccia (Without a Trace) - un episodio (2003)
- Due uomini e 1/2 (Two and a Half Men) - un episodio (2003)
- Six Feet Under - 4 episodi (2003-2004)
- Cold Case - Delitti irrisolti (Cold Case) - un episodio (2004)
- Dr. House - Medical Division (House, M.D.) - un episodio (2004)
- 24 - un episodio (2005)
- CSI: Miami - un episodio (2005)
- Grey's Anatomy - un episodio (2006)
- The Mentalist - un episodio (2009)
- Bones - un episodio (2009)
- My Super Psycho Sweet 16: Part 2 - film TV (2010)
- NCIS: Los Angeles - un episodio (2011)
- 90210 - un episodio (2012)
- CSI - Scena del crimine (CSI: Crime Scene Investigation) - un episodio (2014)
- NCIS - Unità anticrimine (NCIS) - un episodio (2015)
- Code Black - un episodio (2016)
- Animal Kingdom - un episodio (2018)
- Pearson - 2 episodi (2019)
- Snowfall - 2 episodi (2021)

## Doppiatrici italiane
Nelle versioni in italiano delle opere in cui ha recitato, Myndy Crist è stata doppiata da:
- Selvaggia Quattrini in Dr. House - Medical Division
- Michela Alborghetti in CSI: Miami
- Francesca Guadagno in Grey's Anatomy
- Emilia Costa in NCIS: Los Angeles
- Gilberta Crispino in NCIS - Unità anticrimine
- Sabrina Duranti in Major Crimes
- Marina Guadagno in Code Black
- Benedetta Degli Innocenti in Criminal Minds